# Parasemia luteo-obsoleta
Parasemia luteo-obsoleta är en fjärilsart som beskrevs av Tutt 1897. Parasemia luteo-obsoleta ingår i släktet Parasemia och familjen björnspinnare. Inga underarter finns listade i Catalogue of Life.